# 佐沼城
佐沼城（さぬまじょう）は、宮城県登米市迫町佐沼字内町にあった日本の城。別名・鹿ヶ城。江戸時代は伊達氏の支配下の元佐沼要害と称した。登米市指定史跡。

## 歴史
藤原秀衡の家臣・照井高直によって文治年間（1185年-1190年）に築城されたという。
鎌倉時代は葛西氏の支配下の城であったが、戦国時代には大崎氏の持城であった。
天正18年（1590年）、豊臣秀吉の奥州仕置によって大崎氏は改易され、木村吉清の持城となった。葛西大崎一揆が勃発すると木村吉清・木村清久父子はこの城に籠城した。同年木村父子は伊達政宗によって救出された。政宗が一揆煽動の容疑により京に召喚された間に城は再び一揆の手に落ちたが、翌年政宗によって奪還された。一揆平定後は伊達氏の所領となって湯目景康が城主となる。津田氏が7代続いた後、宝暦7年（1757年）亘理倫篤が高清水城から移り、幕末まで亘理氏の城となった。1871年（明治4年）の廃藩置県で廃城となる。